# Antechinus agilis
Antechinus agilis је врста сисара торбара из реда Dasyuromorphia и породице Dasyuridae. 

## Распрострањење
Ареал врсте је ограничен на једну државу. Југоисточна Аустралија је једино познато природно станиште врсте.

## Станиште
Станиште врсте су шуме на висинама до 2.000 метара. 

## Угроженост
Ова врста је наведена као последња брига, јер има широко распрострањење и честа је врста.